# Klaus Beyer (Pädagoge)
Klaus Beyer (* 22. Oktober 1941 in Rostock)  ist ein deutscher Pädagoge und Studienprofessor an der Universität zu Köln. Er beschäftigt sich hauptsächlich mit den Themen Fachdidaktik im Fach Pädagogik sowie mit Fragen der allgemeinen Didaktik. Beyer engagiert sich im Verband der Pädagogiklehrerinnen und Pädagogiklehrer (VdP), Wesel.

## Werdegang
Beyer studierte die Fächer Griechisch, Latein und Pädagogik. Er promovierte zum Dr. phil. und war anschließend als Lehrer an einem Gymnasium tätig. Er wurde Fachleiter für Pädagogik am Studienseminar.
Seit 1975 ist Klaus Beyer Professor für Erziehungswissenschaft an der Universität zu Köln.

## Veröffentlichungen (Auswahl)
- Klaus Beyer, Eckehardt Knöpfel, Christoph Storck: Pädagogische Kompetenz: Die Basiskompetenz im 21. Jahrhundert Mit einem Vorwort von Rita Süssmuth. Hohengehren: Schneider 2002. ISBN 978-3-89676-620-5
- Klaus Beyer: Handlungspropädeutischer Pädagogikunterricht. Bd. 1. Hohengehren: Schneider 1997. (Didactica Nova. 2.) ISBN 978-3-89676-002-9
- Klaus Beyer: Grundlagen der Fachdidaktik Pädagogik. Studientexte zum fachdidaktischen Anteil der Lehrerbildung im Fach Pädagogik. Hohengehren: Schneider 2000. (Didactica Nova. 8.) ISBN 3-8340-0366-2
- Klaus Beyer: Fachdidaktik Pädagogik und Erziehungswissenschaft, in: Zeitschrift für Pädagogik 47, 2001, H. 3, 313–327.